# Dachsgraben (Selmkebach)
Der Dachsgraben ist ein rechter Zufluss des Selmkebachs bei Westende, Stadt Herdecke, Ennepe-Ruhr-Kreis. Er ist etwa 800 m lang. Er entspringt westlich des Kalmerskopfs im Waldgebiet im Schüppling und fließt nach Süden ab.
Dirk Glaser, Landschaftsarchitekt, beschrieb den Bach 2003: „Er durchfließt ein tief eingeschnittenes  Kerbtal und ist strukturreich und naturnah ausgeprägt. Die Talhänge und angrenzenden Flächen sind fast ausschließlich mit Buchenwald bestanden. Lediglich zwischen km 0,4 und 0,6 reicht eine Nadelholzkultur bis nahe an den Bach. Eine weitere Beeinträchtigung ist die Querung der Ender Talstraße, unter der der Dachsgraben verrohrt ist.“